# Jaderná elektrárna Juragua

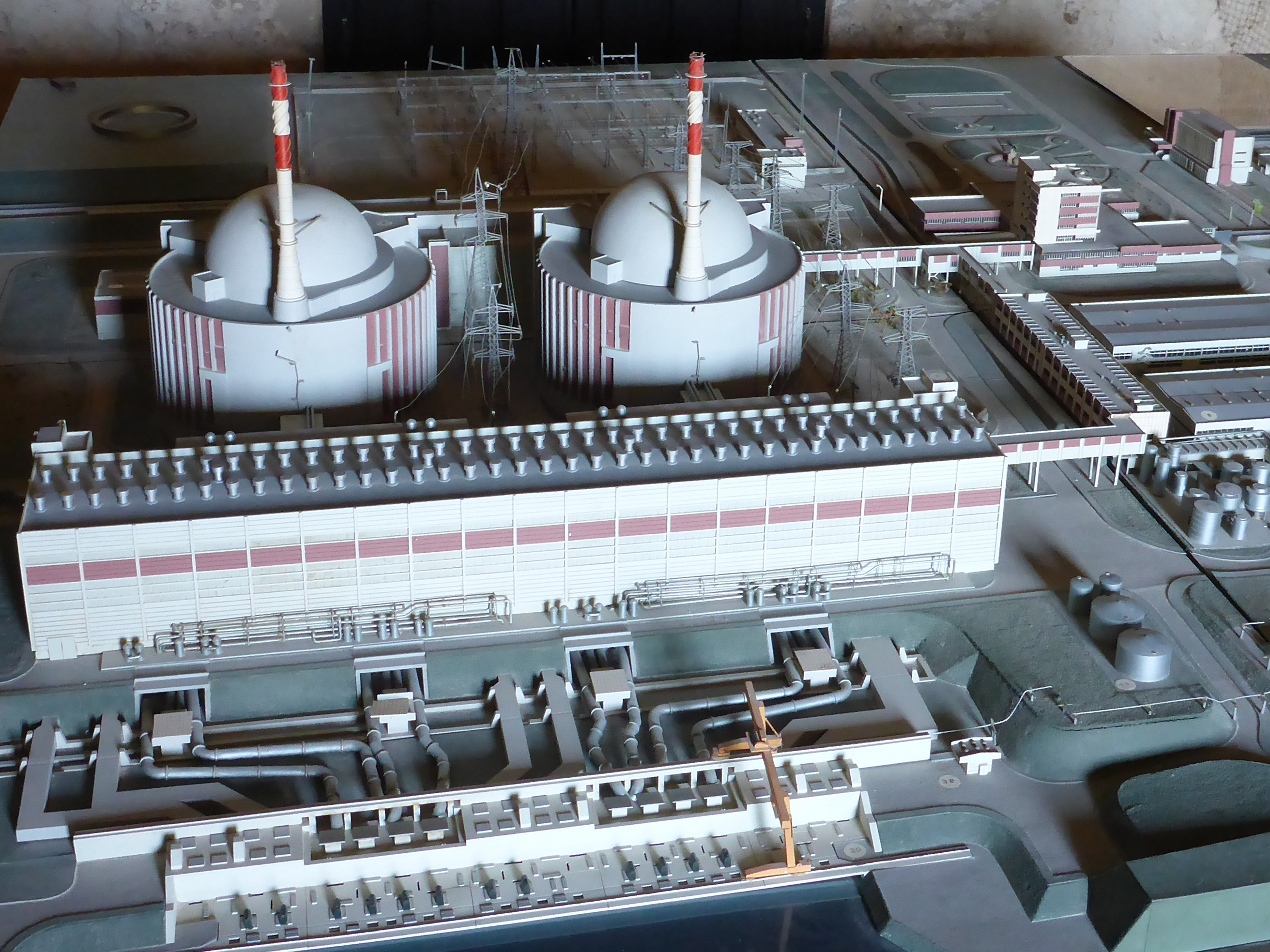
Model první části elektrárny.

Jaderná elektrárna Juragua (španělsky Central nuclear Juragua) je nedokončenou jadernou elektrárnou na Kubě. Nachází se poblíž města Jagua v provincii Cienfuegos. Měla disponovat čtyřmi tlakovodními reaktory VVER. Výstavba elektrárny byla zrušena v roce 1992 z ekonomických důvodů Kuby a rozpadu Sovětského svazu.

## Historie a technické informace

### Počátky
Kubánský zájem o mírové využití jaderné energie začal v roce 1956, kdy byla mezi Kubou a Spojenými státy podepsána dohoda o spolupráci týkající se civilního využití atomové energie. Tato dohoda znamenala možnost další spolupráce mezi oběma státy v oblasti projektování, výstavby a provozu jaderných elektráren. Této dohody bylo dosaženo za tehdejšího kubánského prezidenta Fulgencia Batisty, později svrženého kubánskou revolucí v roce 1959. Dohoda byla fakticky zrušena během kubánské raketové krize v říjnu 1962.

#### Dohoda se Sovětským svazem
V roce 1967 byly uzavřeny dohody mezi SSSR a Kubou o poskytnutí Kubě výzkumného reaktoru pro experimentální a vzdělávací účely a také o pomoci při instalaci a provozu jaderných zařízení. V roce 1975 podepsaly SSSR a Kuba dohody o „Spolupráci v oblasti mírového využívání jaderné energie“ a „Navázání přímé vědeckotechnické spolupráce v oblasti využívání atomové energie“.
V roce 1976 byla podepsána dohoda o výstavbě čtyř energetických bloků s reaktory typu VVER-440/318 o hrubém výkonu každého 440 MW. Jaderná elektrárna se měla nacházet v jižní části provincie Cienfuegos. 

### Výstavba
Všechny reaktory měly být chlazeny vodou z Karibského moře.          
Výstavba prvního bloku započala 1. října 1983. Jednalo se o tlakovodní šestismyčkový reaktor VVER-440/318. Tento typ reaktoru byl specifický tím, že obsahoval kontejnment s ledovým kondenzátorem, který běžný VVER-440/213 neměl. Byl vyvinut ve spolupráci mezi SSSR a Finskem. Hrubý výkon prvního bloku měl být 440 MW a čistý výkon po odečtení vlastních potřeb bloku by byl 417 MW.
Výstavba druhého bloku byla zahájena 1. února 1985. Typ i koncepce reaktoru, specifikace i výkon zůstaly stejné. Na výstavbě se podíleli i pracovníci z tehdejšího Československa. 
Plánovány byly ještě dva identické bloky, pro které bylo plně připraveno staveniště. 

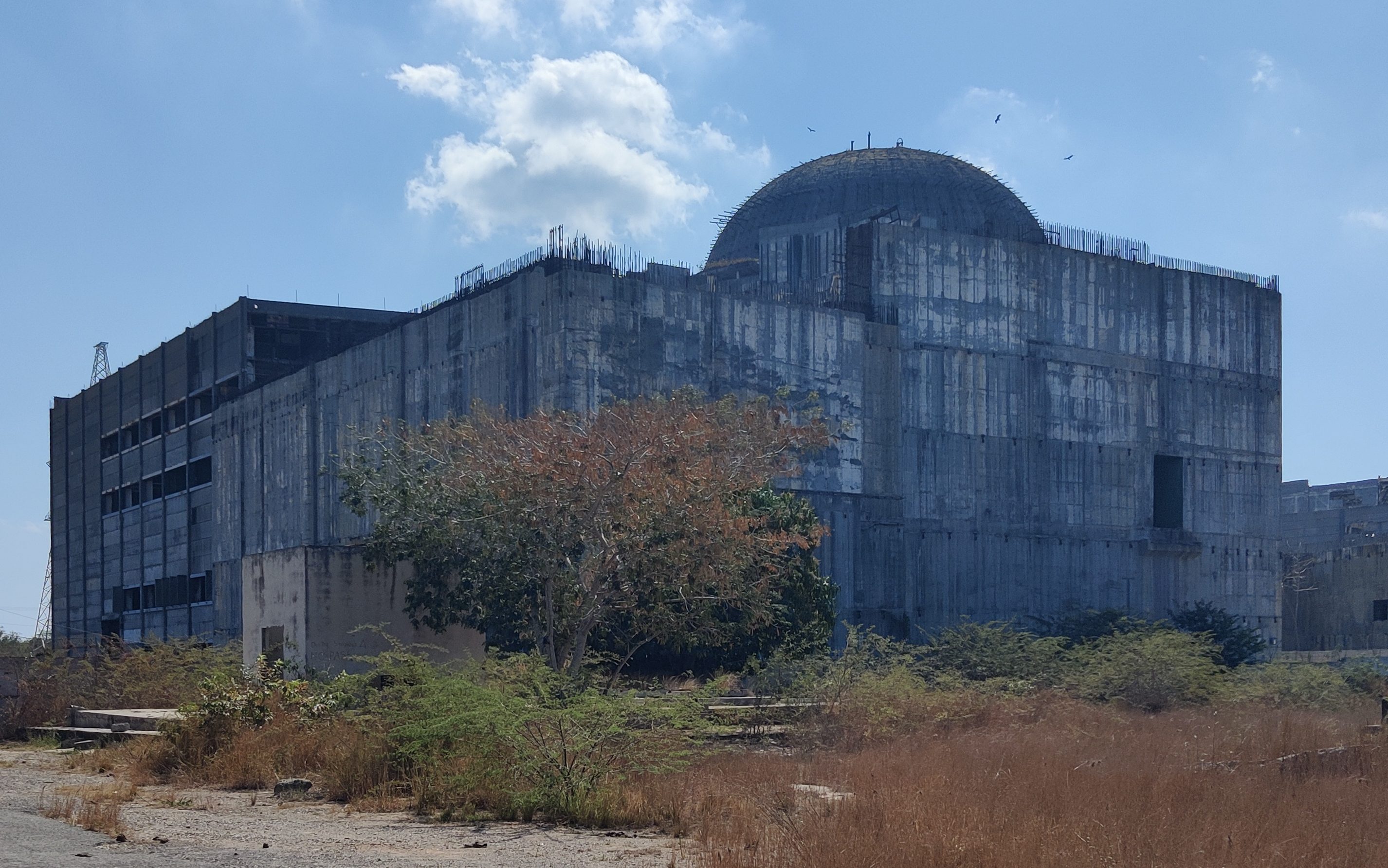
Skelet reaktoru v roce 2023

### Ukončení výstavby
Když se v roce 1991 SSSR rozpadl, byla ekonomická spolupráce s Ruskem oslabena. Vzhledem k tomu, že Rusko chtělo pokračovat ve výstavbě ziskovým způsobem, došlo mezi oběma stranami ke sporu o financování. Navzdory tomu Rusko v dubnu 1992 souhlasilo s pokračováním stavby, pokud Kuba splatí půjčku, kterou Sovětský svaz na stavbu poskytl a převezme případné další náklady, které by mohly vzniknout. Kvůli tomu se Kuba rozhodla zmrazit stavbu. Ve stavbě se mělo pokračovat později. Od 5. září 1992 vstoupilo zmrazení výstavby v platnost až do odvolání. První reaktor byl v té době hotov zhruba z 90 % a druhý okolo 25 %.
V roce 1995 byla obnovena diskuse o obnovení výstavby v Juragua. Zejména USA se domnívaly, že reaktory nesplňují západní bezpečnostní normy. Obavy vyvolala i skutečnost, že Kuba v té době ještě nepodepsala Smlouvu o nešíření jaderných zbraní. V lednu 1997 Castro odložil projekt na neurčito. Kontrola budovy odhalila, že 15 % veškerých svarů bylo vadných. V listopadu 1998 odhadla Mezinárodní agentura pro atomovou energii náklady na možné dokončení reaktoru 1 na přibližně 600 milionů dolarů. Ruský prezident Vladimir Putin během své státní návštěvy Kuby v prosinci 2000 na tiskové konferenci nakonec oznámil definitivní ukončení projektu jaderné elektrárny v Juragua, jelikož ani jedna ze stran neměla skutečný zájem s projektem cokoliv dělat.
V roce 2004 byla z elektrárny vyzvednuta turbína, která později nahradila zničenou turbínu v tepelné elektrárně Guiteras.

## Informace o reaktorech
| Reaktor   | Typ reaktoru | Výkon  | Výkon  | Zahájení výstavby | Připojení k síti                        | Uvedení do provozu                      | Uzavření |
| Reaktor   | Typ reaktoru | Čistý  | Hrubý  | Zahájení výstavby | Připojení k síti                        | Uvedení do provozu                      | Uzavření |
| --------- | ------------ | ------ | ------ | ----------------- | --------------------------------------- | --------------------------------------- | -------- |
| Juragua-1 | VVER-440/318 | 417 MW | 440 MW | 1. 10. 1983       | Výstavba zrušena 5. 9. 1992             | Výstavba zrušena 5. 9. 1992             |          |
| Juragua-2 | VVER-440/318 | 417 MW | 440 MW | 1. 2. 1985        | Výstavba zrušena 5. 9. 1992             | Výstavba zrušena 5. 9. 1992             |          |
| Juragua-3 | VVER-440/318 | 408 MW | 440 MW |                   | Přípravy na výstavbu zrušeny 5. 9. 1992 | Přípravy na výstavbu zrušeny 5. 9. 1992 |          |
| Juragua-4 | VVER-440/318 | 408 MW | 440 MW |                   | Přípravy na výstavbu zrušeny 5. 9. 1992 | Přípravy na výstavbu zrušeny 5. 9. 1992 |          |